# Дело Буданова
Де́ло Буда́нова — судебный процесс над командиром 160-го гвардейского танкового полка, полковником Юрием Будановым, который обвинялся в похищении, изнасиловании и убийстве в 2000 году 18-летней чеченской девушки Эльзы Кунгаевой. Процесс начался в феврале 2001 года и проходил в Северо-Кавказском окружном военном суде в Ростове-на-Дону.
Интересы Кунгаевых представлял Абдулла Хамзаев, заслуженный юрист России, защиту Буданова представлял Алексей Дулимов. Судебный процесс длился с перерывами более двух лет, при этом он освещался СМИ и сопровождался комментариями со стороны различных общественных сил. В 2003 году Буданов был признан виновным в похищении Эльзы Кунгаевой — 18-летней жительницы села Танги-Чу, её последующем убийстве, и в превышении должностных полномочий. Путём частичного сложения наказаний Буданов был приговорён к десяти годам лишения свободы, из которых отбыл восемь с половиной. Впоследствии был убит.

## Обстоятельства убийства
Военному прокурору Северо-Кавказского военного округа.

Явка с повинной.
Я, Буданов Юрий Дмитриевич, хочу чистосердечно раскаяться в содеянном и сообщить следующее: 26 марта 2000 г. в 23.50 я вызвал свой экипаж БМП и приказал им ехать вместе со мной в Танги Чу... В доме находились две девушки и два парня-подростка. На вопрос, где родители, старшая девушка ответила, что не знает. Тогда я приказал завернуть в покрывало старшую девушку и отнести в машину. Затем привезли её в расположение полка. Подчинённым приказал находиться на улице. Мне было известно, что её мать является снайпершей. Оставшись вдвоём, я спросил у неё, где находится её мать. Она начала кричать, кусаться и вырываться. Мне пришлось применить силу. Завязалась борьба, в результате которой я порвал на ней кофту и бюстгальтер. Я сказал, чтобы она успокоилась. Но она продолжала кричать и вырываться, тогда мне пришлось повалить её на топчан и начать душить. Душил я её за горло... Нижнюю часть одежды я с неё не снимал... Я вызвал экипаж, приказал завернуть в покрывало, вывезти в лесопосадку и похоронить. Экипаж всё сделал. К протоколу явки с повинной прилагаю схему... Я просто хотел выяснить место нахождения её родителей. 

28.03.2000. Буданов.
Подробности допроса со слов сокамерника Буданова.
Бывший сокамерник Юрия Буданова, бизнесмен Олег Марголин заявил в интервью «Московскому комсомольцу», что у него с полковником однажды была откровенная беседа, в которой тот утверждал, что не насиловал Эльзу Кунгаеву. По словам полковника, он даже не хотел убивать чеченскую девушку. Но при допросе она угрожала найти дочь Буданова и лишить её жизни.
Как говорил полковник, семья Кунгаевых достаточно долго была в разработке. Военные знали, что глава семьи хранил оружие, а сама 18-летняя Эльза Кунгаева не раз уходила в горы к боевикам. Полковник был знаком с чеченкой, неоднократно разговаривал с ней и просил не связываться с боевиками. Однако она его не послушалась. Позже информаторы сообщили Буданову, что девушка была снайпером. Когда во время одного из рейдов в марте 2000 года родственники чеченки сбежали из дома, она была задержана и отправлена на допрос.
Полковник рассказывал, что во время допроса он отложил пистолет в сторону на тумбочку. Кунгаева отказывалась отвечать на его вопросы о том, где прячут оружие. Чеченка все время твердила: «Я вас убивала и буду убивать всех подряд». А потом она пробормотала: «Я все знаю о тебе. Знаю, где твоя семья. Найду твою дочь и её кишки на автомат намотаю». После этого Кунгаева рванулась к пистолету. Полковник рассказывал, что после этих слов даже не понял, как сжал руки и переломил ей хребет. Затем отбросил её в сторону и выбежал на улицу. По приказу полковника солдаты забрали снайпершу. «Видимо, потом издевались над ней: позже, когда производили эксгумацию тела, обнаружили у неё следы от саперной лопатки», - рассказал Марголин. По его словам, Буданов был уверен, что Эльзу Кунгаеву изнасиловали солдаты. Как солдаты могли насиловать девушку с переломленным хребтом - остается тайной. По словам Марголина, полковник попросил сокамерника передать все это его сыну и объяснить, что это была война. 
 
Согласно обвинительному заключению, вечером 26 марта за неисполнение приказа об обстреле села Танги, со стороны которого не вёлся огонь по позициям федеральных войск, Буданов бросил в яму и неоднократно избивал своего подчинённого: командира разведроты полка, старшего лейтенанта Багреева Р. В.
Согласно материалам предварительного следствия, около часа ночи 27 марта Буданов на БМП прибыл в селение Танги. Вместе с военнослужащими Игорем Григорьевым и Артёмом Ли Ен Шоу он вошёл в дом местного жителя Висы Кунгаева, где находилась Эльза Кунгаева с четырьмя несовершеннолетними братьями и сёстрами. По приказу Буданова Григорьев и Ли Ен Шоу завернули Кунгаеву в одеяло и поместили в БМП. Затем Кунгаева была доставлена в расположение в/ч 13206 в помещение, где проживал Буданов.
По словам Буданова, он стал требовать от Кунгаевой сведения о нахождении боевиков. Затем он начал наносить Кунгаевой телесные повреждения и задушил её. После убийства Буданов приказал тайно захоронить тело. На следствии Буданов говорил, что он получил сообщения о находящейся в доме женщине-снайпере, однако из текста явки с повинной Буданова следует, что подозреваемым снайпером была мать Эльзы Кунгаевой, а не сама Эльза.
Полковник обвинялся первоначально ещё и в изнасиловании 18-летней девушки, но это обвинение с него было снято.
Изнасилование (а точнее — надругательство над трупом) взял на себя рядовой Александр Егоров, который был впоследствии амнистирован (рядовой на суде заявил, что сделал это с помощью черенка сапёрной лопатки, хотя ни до этого, ни после никаких психических отклонений у него замечено не было). Впоследствии Александр Егоров отказался от этой части показаний, и сообщил журналистам МК, что он сделал ложное признание в надругательстве над Кунгаевой по просьбе прокурора.
В заключении эксперта В. Ляненко есть такая строчка: «Обнаруженные на трупе Эльзы Кунгаевой надрывы девственной плевы образованы за час до смерти…» Однако необходимая в таких случаях для окончательного вывода биологическая экспертиза так и не была проведена. Более того, утверждается, что экспертиза не подтвердила факта изнасилования Кунгаевой.
В час дня Буданов встретился с генерал-майором Герасимовым, который исполнял обязанности командующего группировкой «Запад», и написал заявление о явке с повинной. Начальник Генштаба Анатолий Квашнин назвал случившееся «диким, позорным» явлением, «из ряда вон выходящим» случаем. По мнению Квашнина, Буданов «явился, по сути дела, бандитом по отношению к мирному населению», «подонком», которого «надо с корнем вырывать из армейского коллектива».
Для установления психического состояния Буданова было проведено несколько судебно-психиатрических экспертиз, в том числе три стационарные. Отмечалось, в частности, что Буданов дважды получал контузии головного мозга. Экспертизы дали разные заключения: «невменяем», «ограниченно вменяем», «вменяем».
По свидетельству судебного психиатра Ф. В. Кондратьева: «Я проводил с ним [Будановым] многочасовые беседы и до сих пор абсолютно убежден, что он в момент совершения преступления находился в состоянии временного психического расстройства. Это состояние спровоцировала чеченка, которая сказала ему, что намотает кишки его дочки на автомат, и схватилась за оружие. А у его дочери как раз был день рождения. Но суд назначил вторую экспертизу, а когда она повторила мое заключение — третью. И третья экспертиза сделала такое же заключение. Тогда назначили экспертизу в Чечне. Там психиатры решили, что он мог отвечать за свои действия, и его осудили… <> Я уверен, что мы сделали правильное заключение.»
Противоположного мнения придерживается руководитель судебно-психологической лаборатории Московского областного центра социальной и судебной психиатрии Виктор Гульдан, кандидат медицинских наук, врач-психиатр высшей аттестационной категории Эмиль Гушанский и президент Независимой психиатрической ассоциации России Юрий Савенко. Так, последний указывал на «грубую тенденциозность экспертов» со стороны Буданова, их «явный перебор в отстаиваемую сторону, вплоть до подсказок суду решений, являющихся прерогативой суда, и целый ряд грубых профессиональных ошибок». У Буданова не было «никакой болезни», которая освобождала бы его от уголовной ответственности, уверен Савенко.

## Суд
Арестован 27 марта 2000 года по обвинению в похищении, изнасиловании и убийстве 18-летней Эльзы Кунгаевой. Защиту интересов семьи Кунгаевых представлял адвокат Абдулла Хамзаев, заслуженный юрист России, бывший полковник юстиции и помощник генерального прокурора РСФСР и СССР, позже к делу также подключился правозащитник Станислав Маркелов.
31 декабря 2002 года Северо-Кавказский окружной военный суд признал Буданова невменяемым и освободил его от уголовной ответственности. 28 февраля 2003 года Военная коллегия Верховного Суда РФ отменила постановление, направив дело на новое рассмотрение.
25 июля 2003 года Буданов был признан виновным по трём статьям Уголовного Кодекса РФ — ст. 286 часть 3 («превышение служебных полномочий»), ст. 126 часть 3 («похищение человека») и ст. 105 часть 2 («умышленное убийство при отягчающих обстоятельствах»). Путём частичного сложения наказаний суд приговорил Буданова к 10 годам лишения свободы. В соответствии со статьёй 48 УК РФ Юрий Буданов был лишён государственной награды — ордена Мужества и воинского звания «полковник».
Благодаря исключительно его (Абдуллы Хамзаева — авт.) энергии, упорству и знанию законов, дело было доведено до логического конца: ...убийца в погонах российского полковника оказался за решеткой.Усам Байсаев. ПЦ «Мемориал»
Буданов отбывал наказание в 11-м отряде исправительного учреждения ЮИ 78/3 в г. Димитровград Ульяновской области.
В августе 2007 года Буданов подал ходатайство об условно-досрочном освобождении, мотивируя его необходимостью быть рядом с больными родителями, однако Димитровградский городской суд Ульяновской области счёл эту причину недостаточной.
24 декабря 2008 года Димитровградский городской суд Ульяновской области удовлетворил ходатайство об условно-досрочном освобождении (УДО) Юрия Буданова. 15 января 2009 года Буданов был освобождён.

## Дальнейшее развитие событий
19 января 2009 года адвокат Кунгаевых 34-летний Станислав Маркелов был убит в Москве.
10 июня 2011 года Юрий Буданов был застрелен на Комсомольском проспекте в Москве.
1 сентября 2011 года Магомеда Сулейманова обвиняют в убийстве Буданова.
16 ноября 2012 года Юсупа Темирханова, обвиняемого в убийстве бывшего полковника Буданова, после одного из заседаний суда похитили, а затем избили в конвойном помещении.
10 февраля 2013 года свидетель по делу об убийстве полковника Юрия Буданова Руслан Фаталиев был похищен и сильно избит.
20 марта 2013 года заседание по делу об убийстве полковника Буданова открылось самоотводом трёх присяжных заседателей. 30 апреля 2013 года коллегия присяжных заседателей большинством голосов проголосовала за обвинительный вердикт. Девять присяжных заседателей из двенадцати посчитали доказанной вину Темирханова в убийстве бывшего полковника Буданова.
7 мая 2013 года на основании вердикта присяжных заседателей Юсуп Темирханов был приговорен к 15 годам лишения свободы в колонии строгого режима. 3 августа 2018 года Темирханов умер в тюремной больнице.